# Taravaus
Taravaus és una entitat de població del municipi de Vilanant, a la comarca de l'Alt Empordà.
Està situat al S del terme municipal, al S del riu Manol, i vora el límit dels municipis de Navata i Borrassà. El territori és travessat per la carretera N-260 de Figueres a Olot. El nucli de Taravaus és a uns 6 km a l'oest de Figueres. Inclou els veïnats de Mas Safont i de Corts. L'economia es fonamenta en l'agricultura i la ramaderia.
El 2005 tenia 45 habitants, distribuïts entre el poble, els veïnats esmentats i masies disperses.

## Llocs d'interès
- Església de Sant Martí de Taravaus, del segle xiii i consagrada el 1321, d'un romànic popular tardà amb modificacions posteriors.
- Ca l'Arrufat, masia senyorial fortificada dels segles xvi-xvii.
- Can Farigola, masia fortificada dels segles xvi-xvii.
- Mas Safont, gran masia del segle xvi.

## Història

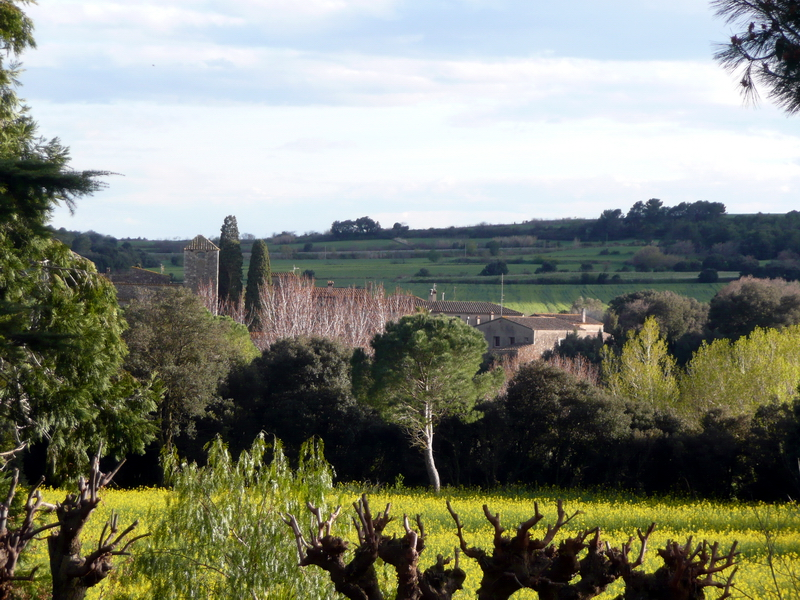
Vista de Taravaus des del Nord

Taravaus va formar part del comtat de Besalú (fins a 1111), de la sotsvegueria de Besalú (fins a 1716) i del corregiment de Girona (1716-1833). Fins a la fi de l'Antic Règim, va pertànyer al domini reial, i dintre d'aquest a la batllia reial de Figueres (creada el 1290).
Fou un municipi independent fins a 1969, en què fou incorporat al de Navata. Per decisió popular, el 1996 es desvinculà de Navata i s'integrà al municipi de Vilanant, més pròxim i amb el que l'uneixen llaços històrics immemorials. El riu Manol constituïa l'antiga divisòria amb aquest últim municipi.